# La revolución, vol. 1 (live)
La revolución: Live es el segundo álbum en vivo del dúo puertorriqueño de reguetón Wisin & Yandel, grabado en el Coliseo de Puerto Rico José Miguel Agrelot. Contiene 8 canciones interpretadas en vivo por Wisin & Yandel desprendido de La revolución, así como algunos de los éxitos clásicos y también cuenta con seis canciones inéditas: «Irresistible», «Estoy enamorado», «Vamos a pasarla bien», «Tumbao», «La reunión de los vaqueros» y «Reverse Cowgirl».
El álbum tuvo una fecha de publicación para el 20 de julio, pero debido al estreno de la canción «Irresistible», originalmente no incluida en la lista de canciones, fue cambiado para el 14 de septiembre antes de tener su publicación definitiva.

## Sencillos
- El primer sencillo oficial fue «Estoy enamorado», publicado el 12 de julio de 2010 en radios de Latinoamérica.[7] Su vídeo musical fue estrenado, en primera instancia, durante una conferencia ofrecida por el dúo, notando su postura frente a la ley de inmigración en Arizona, cancelando conciertos en esa zona.[8] En él se muestra una historia, en la que una pareja es separada por las leyes migratorias del estado de Arizona;[9] Wisin & Yandel muestran su inconformidad al final del video mostrando la siguiente nota:

“Creemos en la protección de los derechos de todo ser humano. La Ley SB1070 representa una violación de esos derechos y una injusticia contra la integridad de nuestras comunidades. En nuestra unión esta la fuerza. Unámonos. Recuerda en este mundo todos somos iguales!”
- Otro sencillo promocional de este álbum es «Irresistible». La canción fue incluida en la banda sonora de la película Step Up 3D, con un vídeo musical grabado a finales de junio.[10] Su estreno oficial fue el 19 de julio a través de la página oficial del dúo, también coincidiendo con la publicación del soundtrack.[11]

## Lista de canciones
- Todas las canciones compuestas por Wisin & Yandel, excepto donde se indique.[2][3]

### Volumen I
| N.º   | Título                                                                                           | Duración |  |
| 1.    | «La revolución» (en vivo)                                                                        | 2:15     |  |
| 2.    | «Pam pam» (en vivo)                                                                              | 3:42     |  |
| 3.    | «Ahora es» (en vivo)                                                                             | 2:47     |  |
| 4.    | «Noche de sexo» (en vivo) (con Romeo Santos)                                                     | 3:50     |  |
| 5.    | «Prrrum» (en vivo) (con Cosculluela)                                                             | 3:28     |  |
| 6.    | «Lloro por ti» (en vivo) (con Enrique Iglesias)                                                  | 4:19     |  |
| 7.    | «Besos mojados» (en vivo)                                                                        | 4:45     |  |
| 8.    | «Me estás tentando» (en vivo)                                                                    | 4:33     |  |
| 9.    | «Abusadora» (en vivo)                                                                            | 4:13     |  |
| 10.   | «Estoy enamorado»                                                                                | 4:31     |  |
| 11.   | «Tumbao» (Yandel con De la Ghetto)                                                               | 4:37     |  |
| 12.   | «La reunión de los vaqueros» (con Cosculluela, De la Ghetto, Franco "El Gorila" y Tego Calderón) | 5:34     |  |
| 48:34 |                                                                                                  |          |  |

### Volumen II
| N.º   | Título                                             | Duración |  |
| 1.    | «Encendio» (en vivo)                               | 3:53     |  |
| 2.    | «Pegao» (en vivo)                                  | 2:56     |  |
| 3.    | «Ella me llama (Remix)» (en vivo) (con Akon)       | 4:35     |  |
| 4.    | «All Up 2 You» (en vivo) (con Akon y Romeo Santos) | 3:49     |  |
| 5.    | «Gracias a ti» (en vivo)                           | 3:49     |  |
| 6.    | «Descará» (en vivo) (con Yomo)                     | 5:21     |  |
| 7.    | «Rakata» (en vivo)                                 | 2:45     |  |
| 8.    | «Te siento» (en vivo)                              | 4:17     |  |
| 9.    | «Sexy movimiento» (en vivo)                        | 3:20     |  |
| 10.   | «Irresistible»                                     | 3:07     |  |
| 11.   | «Vamos a pasarla bien»                             | 4:18     |  |
| 12.   | «Reverse Cowgirl» (con T-Pain)                     | 4:18     |  |
| 46:28 |                                                    |          |  |

DVD
1. Trailer Live Concert Footage
2. La Reunión De Los Vaqueros (con Cosculluela, Tego Calderón, Franco "El Gorila" y De La Ghetto) (Vídeo)

## Posicionamiento en listas
| Listas (2010)                        | Mejor posición |
| ------------------------------------ | -------------- |
| Estados Unidos (Latin Rhythm Albums) | 1              |
| Estados Unidos (Top Current Albums)  | 177            |
| Estados Unidos (Top Latin Albums)    | 5              |
| Estados Unidos (Top Rap Albums)      | 16             |
| México (Top 100 México)              | 24             |

| Listas (2010)                        | Mejor posición |
| ------------------------------------ | -------------- |
| Estados Unidos (Latin Rhythm Albums) | 2              |
| Estados Unidos (Top Current Albums)  | 181            |
| Estados Unidos (Top Latin Albums)    | 6              |
| Estados Unidos (Top Rap Albums)      | 17             |
| México (Top 100 México)              | 30             |